# Walter Bullock
Walter Bullock (Shelburn, 6 de maio de 1907 - Los Angeles, 19 de agosto de 1953) foi um compositor e roteirista estadunidense. Ele foi indicado a dois Oscars.

## Filmografia parcial
- Minha Secretária Brasileira (1942)
- The Gang's All Here (1943)
- Repeat Performance (1947)
- Out of the Blue (1947)
- Adventures of Casanova (1948)
- Golden Girl (1951)
- The Farmer Takes a Wife (1953)
- The I Don't Care Girl (1953)